# Léon Fredericq
Léon Fredericq (Gante, 24 de agosto de 1851 – Liège, 2 de setembro de 1935) foi um médico e fisiologista belga. Foi oficial da Ordem de Leopoldo (1907), e recebeu o título de Barão em 1931.

## Biografia
Filho de César Fredericq, médico e vereador, e de Mathilde Huet, diretora de uma escola para jovens meninas. Orientado desde cedo para as ciências, cultura e política, matriculou-se na Universidade de Gante.
Em 1875 obteve um doutorado em medicina, cirurgia e obstetrícia.
De 1875 a 1879 Léon Fredericq fez diversas viagens de estudo que lhe possibilitaram conhecer diversas personalidades que trabalhavam com fisiologia experimental:
- Em Paris: Paul Bert, Jules Murey, Claude Bernard;
- Em Roscoff: Henri de Lacaze-Duthiers;
- Em Estrasburgo: Friedrich Goltz e Felix Hoppe-Seyler;
- Em Heidelberg: Wilhelm Kühne;
- Em Berlim: Emil du Bois-Reymond.

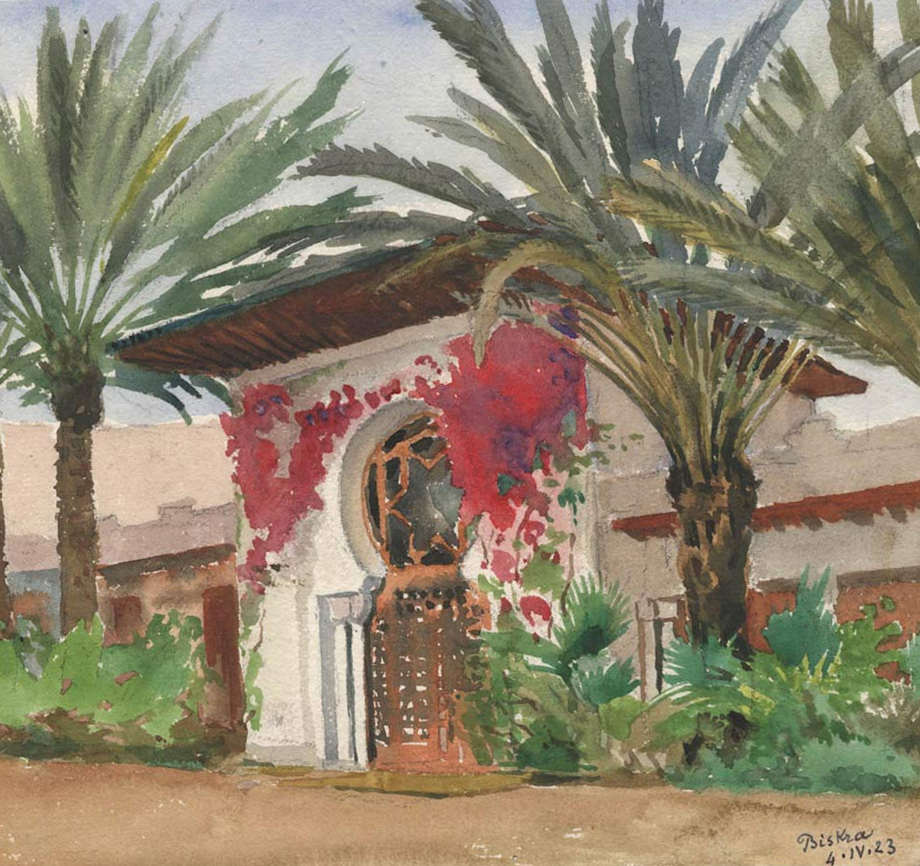
Aquarela de 1923 em Biskra

Em 1879 assumiu a cátedra de fisiologia da Universidade de Liège, deixada vaga por Theodor Schwann. Instalou-se em Liège em 1880, onde casou com Bertha Spring, filha de pais ambos professores da Universidade de Bertha Spring.
De 1885 a 1888 trabalhou com Lambert Noppius na construção do Instituto de Fisiologia de Liège, que obteve reputação internacional. Em 1904 foi diretor da classe de ciências da Académie royale des sciences, des lettres et des beaux-arts de Belgique e em 1910 membro pleno da Académie royale de médecine de Belgique.